# Rio Cuila
O Rio Cuila é um rio da Romênia, afluente do Ruda, localizado no distrito de Suceava.